# Airrail
Een air-railalliantie is een samenwerking tussen luchtvaartmaatschappijen en spoorwegmaatschappijen met als doel te zorgen voor vlot verkeer tussen trein en vliegtuig. Zekerhogesnelheidstreinen worden als alternatief gezien voor de korte vluchten die vaak gebeuren naar grotere internationale luchthavens die als centrum (hub) fungeren van een stervormig netwerk. 

## AirRail
In België bestaat AirRail als product van de NMBS, in Nederland van NS International.

## Geschiedenis
Op 1 augustus 2022 werd de Duitse spoorwegmaatschappij Deutsche Bahn (DB) de eerste multimodale partner van de Star Alliance als een uitbreiding van het programma Lufthansa Express Rail (AiRail) dat toen ruim 20 jaar bestond. Alle 26 luchtvaartmaatschappijen van de Star Alliance kunnen voortaan DB ICE-treinen met vluchtnummers in hun boekingssystemen integreren, om gecombineerde tickets mogelijk te maken voor een vlucht en een Duitse treinverbinding in één enkele boeking. Dit omvat ook bagageafhandeling in deAiRail check-in op het station van de luchthaven van Frankfurt, toegang tot DB lounges voor businessclass en het meetellen van de treinrit voor de punten/miles van de frequentflyerprogramma's.
In september 2024 sloot hogesnelheidstreinvervoerder Eurostar een memorandum van overeenstemming af met SkyTeam om als eerste niet-luchtvaartpartner lid te worden. Deze samenwerking moet multimodale reizen (air-rail) mogelijk maken.